# Calderys
Calderys är ett  multinationellt företag specialiserade på att producera och installera eldfasta material, och då i synnerhet eldfasta gjutmassor inom vilket man är världsledande. Calderys huvudkontor ligger i Issy-Les-Moulineaux i Paris utkanter. Företaget har verksamhet i mer än 30 länder.

## Historik
William A.L. Schaefer var den förste att utveckla eldfasta gjutmassor år 1914 och skapade företaget Pliable Firebrick Company, också kända under namnet Plibrico. Lafarge Refractories startade 1938 som ett helägt dotterbolag till Lafarge, vilka uppfann och patenterade aluminatcement år 1908. Calderys bildades  år 2005 genom en sammanslagning av dessa båda företag.